# Böbingen an der Rems
Böbingen an der Rems település Németországban, azon belül Baden-Württembergben. Lakosainak száma 4671 fő (2023. december 31.).

## Népesség
A település népessége az elmúlt években az alábbi módon változott:
| Lakosok száma | 2215 | 2458 | 3023 | 3630 | 3756 | 4219 | 4570 | 4705 | 4522 | 4671 |
|               | 1961 | 1967 | 1974 | 1980 | 1987 | 1993 | 2000 | 2006 | 2013 | 2023 |